# Prostemmiulus adisi
Prostemmiulus adisi är en mångfotingart som beskrevs av Jean-Paul Mauriès 1984. Prostemmiulus adisi ingår i släktet Prostemmiulus och familjen Stemmiulidae. Inga underarter finns listade i Catalogue of Life.